# さがみ生協眼科・内科
さがみ生協眼科・内科（さがみせいきょうがんかないか）は、神奈川北央医療生活協同組合が神奈川県相模原市南区に設置する診療所。旧称さがみ生協病院（さがみせいきょうびょういん）。
全日本民主医療機関連合会(民医連)に加盟している。

## 沿革
(この節の出典)
- 1967年(昭和42年) - 高橋眼科医院開設
- 1974年(昭和49年)５月 - 神奈川北央医療生協創立総会
- 1975年(昭和50年) - 相模大野診療所に名称変更（名称は公募し決定した）
- 1980年(昭和55年)３月 - 第８回臨時総代会にて相模大野診療所の改築を決,４月 - 病床３床を開設（有床診療所となる）
- 1981年(昭和56年)11月 - 新診療所診療開始（１３床に増床）
- 1987年(昭和62年)１月 - 臨時総代会にて病院化を決定,７月 - 病院起工式
- 1988年(昭和63年)８月 - さがみ生協病院開設（２６床）
- 1996年(平成8年)６月 - せいきょうあつぎ診療所開設
- 1999年(平成11年)３月 - 訪問看護ステーションさがみ開設
- 2002年(平成14年)１月 - ヘルパーステーションさがみ開設認可がおりる
- 2004年(平成16年)５月 - さがみ生協病院病室をリニューアルし病床を２６床から２０床に変更
- 2024年（令和6年）4月 - 有床診療所（15床）に転換し、さがみ生協眼科・内科に改称。

## 診療科
- 内科[3]
- 眼科[3]

## 医療機関の認定
- 保険医療機関[3]
- 労災保険指定医療機関[3]
- 生活保護法指定医療機関[3]
- 原子爆弾被害者医療指定医療機関[3]

## 差額ベッド代について
病院の理念により、差額ベッド料（個室料）を徴収していない。

## 交通アクセス
- 小田急小田原線・江ノ島線 「相模大野駅」より徒歩15分

## 周辺
- 相模原市南保健福祉センター
- 相模原県税事務所
- 相模原市消防局 南消防署